# Аршланж
Аршланж (фр. Archelange) насеље је и општина у источној Француској у региону Франш-Конте, у департману Јура која припада префектури Доле.
По подацима из 2011. године у општини је живело 235 становника, а густина насељености је износила 46,17 становника/km². Општина се простире на површини од 5,09 km². Налази се на средњој надморској висини од 250 метара (максималној 352 m, а минималној 229 m).

## Демографија
| 1962. | 1968. | 1975. | 1982. | 1990. | 1999. | 2011. |
| ----- | ----- | ----- | ----- | ----- | ----- | ----- |
| 138   | 146   | 113   | 164   | 197   | 213   | 235   |

График промене броја становника у току последњих година